# 科廷布伦
科廷布伦是奥地利下奥地利州巴登县的一个市镇。总面积11.63平方公里，总人口7107人，人口密度611.1人/平方公里（2005年）。